# Wytheville
Wytheville é uma cidade  localizada no estado norte-americano de Virginia, no Condado de Wythe.

## Demografia
Segundo o censo norte-americano de 2000, a sua população era de 7804 habitantes.
Em 2006, foi estimada uma população de 8136, um aumento de 332 (4.3%).

## Geografia
De acordo com o United States Census Bureau tem uma área de
37,0 km², dos quais 37,0 km² cobertos por terra e 0,0 km² cobertos por água. Wytheville localiza-se a aproximadamente 697 m acima do nível do mar.

## Localidades na vizinhança
O diagrama seguinte representa as localidades num raio de 32 km ao redor de Wytheville.